# Maanvis (Mola)
De maanvis of klompvis (Mola mola) is de zwaarste bekende beenvis. Een volwassen dier weegt gemiddeld 1 ton, en is 1,8 meter groot, maar er zijn ook exemplaren bekend die 2300 kilogram wogen, 3,6 meter lang en 4 meter hoog waren bij de vinnen. In 2022 werd bij de Azoren zelfs een exemplaar gevonden dat 2744 kilo woog. De maanvis leeft in alle grote oceanen waar het klimaat gematigd tot tropisch is. De noordelijkste plaats waar ooit een maanvis is aangetroffen zijn de wateren rond Alaska.
De maanvis leeft van kwallen, plankton en kleine visjes. Door zijn grootte en zijn taaie huid heeft hij weinig natuurlijke vijanden. Vaak worden deze dieren opgemerkt wanneer ze bijna bewegingsloos op hun zij aan de oppervlakte liggen. Daaraan hebben ze de Engelstalige naam sunfish te danken.
Een vrouwtje kan tot 300 miljoen eitjes in een legsel afzetten, wat geldt als record voor een gewerveld dier.

## Benaming
De wetenschappelijke naam werd in 1758 door Linnaeus in Systema naturae gepubliceerd als Tetraodon mola. In 1766 creëerde Koelreuter speciaal voor deze soort het op dat moment monotypische geslacht Mola. Veel van de namen die de maanvis wereldwijd krijgt, zijn gerelateerd aan de platte vorm. De wetenschappelijke naam Mola is Latijn voor "molensteen", waar de vis op lijkt door zijn ronde lichaam, grijze kleur, en ruwe textuur. De Engelse benaming sunfish verwijst naar het gedrag om plat aan het wateroppervlak te liggen, alsof ze zonnebaden. De Nederlandse, Portugese, Franse, Spaanse, Russische, Turkse en Duitse benaming, respectievelijk maanvis, peixe lua, poisson lune, pez luna, рыба-луна, Ay balığı en Mondfisch refereren aan de ronde vorm. In het Duits wordt de vis ook wel Schwimmender Kopf (zwemmend hoofd) genoemd, wat lijkt op het Poolse samogłów (alleen hoofd).

## Taxonomie
De maanvis wordt met twee andere soorten, Mola alexandrini (syn. Mola ramsayi) en Mola tecta, in het geslacht Mola geplaatst. Mola mola is de typesoort van dat geslacht.
Het geslacht Mola is het typegeslacht van de vrij kleine familie Molidae, die daarnaast nog de geslachten Masturus en Ranzania omvat.
De algemene benaming maanvissen wordt vaak gebruikt om de familie Molidae aan te duiden maar kan ook verwijzen naar de zoetwatervis Pterophyllum scalare. Deze laatste heeft geen enkele relatie met de soorten uit de familie Molidae.

## Beschrijving

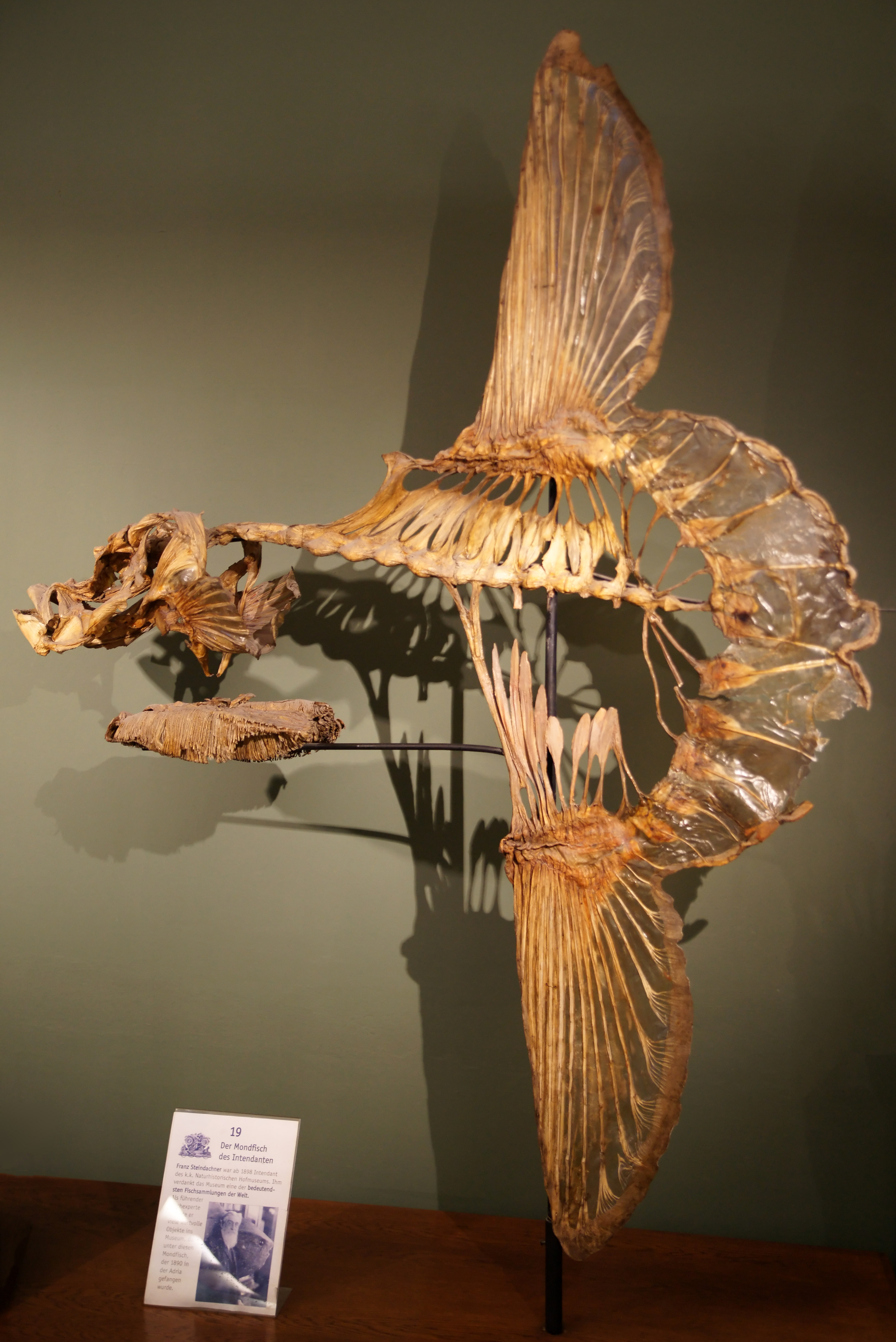
Skelet van een maanvis in het Natuurhistorisch Museum in Wenen

De maanvis lijkt op een hoofd met een staart. Een staartvin is er niet. Daarvoor in de plaats heeft hij een afgeronde clavus, waardoor het lichaam zijn bijzondere vorm krijgt. De romp is zijdelings sterk afgeplat. De borstvinnen zijn smal. De rug- en aarsvin zijn lang, waardoor de vis vaak hoger is dan lang. Exemplaren tot een hoogte van 3,2 meter zijn geen uitzondering.
De maanvis heeft een gemiddelde lengte van 1,8 meter en een gemiddelde massa van 1000 kilogram maar er zijn exemplaren tot een lengte van 3,3 meter of een hoogte van 4,2 meter en een massa tot 2300 kilogram waargenomen.
De wervelkolom van de maanvis telt minder wervels en is korter in verhouding tot zijn lichaam dan bij welke andere vis ook.

Hoewel de maanvis afstamt van beenvisachtige voorouders, bestaat zijn skelet grotendeels uit kraakbeenachtige weefsels die lichter zijn dan bot, waardoor de vis een grootte kan bereiken die niet praktisch zou zijn voor vissen met echt bot. Ook de grootste moderne vis, de walvishaai, is een vis met een kraakbeenskelet, maar die stamt niet af van de beenvissen.
De maanvis heeft geen zwemblaas.
Volgens sommige auteurs bevatten de interne organen tetrodotoxine, een geconcentreerde neurotoxine, net als de organen van sommige andere giftige tetraodontiformes, terwijl andere bronnen dit tegenspreken.

### De vinnen

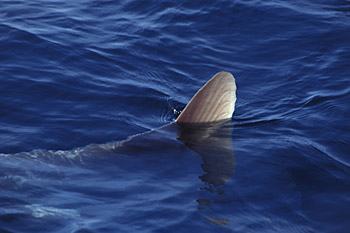
De rugvin van een maanvis

De maanvis heeft geen staartvin, noch de bijbehorende skeletdelen. In plaats daarvan heeft hij een knobbelige pseudostaart, de clavus. Deze structuur wordt anatomisch gezien gevormd door de sterk naar achteren geplaatste achterste zes vinstralen van zowel de rug- als de aarsvin. De licht gegolfde clavus heeft twaalf vinstralen en eindigt in een aantal gekromde beentjes.
De maanvis stuwt zich hoofdzakelijk voort met zijn lange, dunne rug- en aarsvin, die hij simultaan heen en weer beweegt.
Maanvissen zwemmen vaak vlak onder het wateroppervlak en hun hoge rugvin wordt soms per vergissing aangezien voor die van een haai. Het is echter mogelijk om onderscheid te maken door het volgen van het traject dat de rugvin aflegt door het water, terwijl de vis zelf onder water blijft. Haaien bewegen, zoals de meeste vissen, hun staart zijwaarts terwijl hun rugvin rechtdoor blijft gaan. Bij de maanvis bewegen de rugvin en de aarsvin in de zo karakteristieke wrikkende beweging. De zijwaartse beweging van de rugvin door het oppervlak kan dus worden gebruikt om de maanvis te identificeren.

### De huid
Volwassen maanvissen hebben een kleur die varieert van bruin naar zilvergrijs of wit, met diverse gevlekte patronen. Sommige van deze patronen zijn mogelijk regiospecifiek. De kleur is vaak donkerder aan de rugzijde en vervaagt naar een lichtere schakering aan de buikzijde, als een soort van anti-shading camouflage.
De kleur kan veranderen van licht naar donker, in het bijzonder als hij wordt aangevallen. De huid, die grote hoeveelheden netvormig gerangschikt collageen bevat, kan tot 7,5 centimeter dik zijn op de buikzijde en is bedekt met tandjes en een laag slijm in plaats van schubben. De huid van de clavus is gladder dan die van het lichaam, dat zo ruw kan zijn als schuurpapier.
Omdat er meer dan 40 soorten parasieten kunnen voorkomen op de huid en in de vis, probeert deze hier op diverse manieren vanaf te komen.
In de gematigde klimaatzones herbergen drijvende velden van wieren poetsvissen en andere vissen die parasieten verwijderen van voorbijkomende maanvissen. In de tropen krijgt de Mola hulp van rifvissen. Door te zonnebaden op zijn zij aan het wateroppervlak geeft de maanvis zeevogels de mogelijkheid om zich tegoed te doen aan de parasieten die zich op de huid bevinden. Verder zijn er rapportages dat ze meer dan drie lichaamslengtes boven het oppervlak uit springen, wat mogelijk een andere manier is om zich van parasieten te ontdoen.

## Gedrag

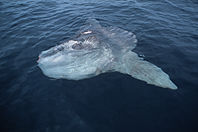
Mola mola in karakteristieke houding aan het oppervlak

Vaak worden deze dieren opgemerkt wanneer ze bijna bewegingsloos op hun zij aan de oppervlakte liggen. Voor dat gedrag bestaan meerdere verklaringen. De eerste is dat ze zich op die manier door meeuwen en andere zeevogels van parasieten laten ontdoen. Dat wordt ook daadwerkelijk waargenomen. De andere is dat ze dit doen om hun temperatuur te laten stijgen. Bij het jagen op neteldieren in koud water op dieptes van 50 tot 200 meter komt hij zo nu en dan naar het wateroppervlak. Daarbij is vastgesteld dat de lichaamstemperatuur inderdaad beduidend oploopt. Dankzij hun grote lijf zijn ze in staat de opgedane warmte relatief lang vast te houden.

## Verspreiding
Maanvissen zijn inheems in de gematigde en tropische wateren van alle oceanen van de wereld. Mola genotypes lijken nogal te variëren tussen de Atlantische en de Grote Oceaan, maar de genetische verschillen tussen de verschillende exemplaren in het noordelijk en zuidelijk halfrond zijn miniem. In 2019, 2020 en 2021 zijn maanvissen gestrand in Groot-Brittannië en Nederland, dus aan niet-tropische wateren. Al deze strandingen waren in de maand december.

## De maanvis en de mens
Veel van de biologie van de maanvis is nog onbekend en verschillende onderzoeken zijn nog gaande, inclusief onderzoek vanuit de lucht naar de Mola-populaties, onderzoek via satellietvolgsystemen, genetische analyse van weefselmonsters, en het verzamelen van waarnemingen door amateurs.
Recente studies geven aan dat de maanvispopulatie aan het afnemen is als gevolg van het toenemen van bijvangst en de populariteit van de vis in het menselijke dieet buiten Europa. In Europa is consumptie van deze soort niet toegestaan.

### Maanvis in gevangenschap

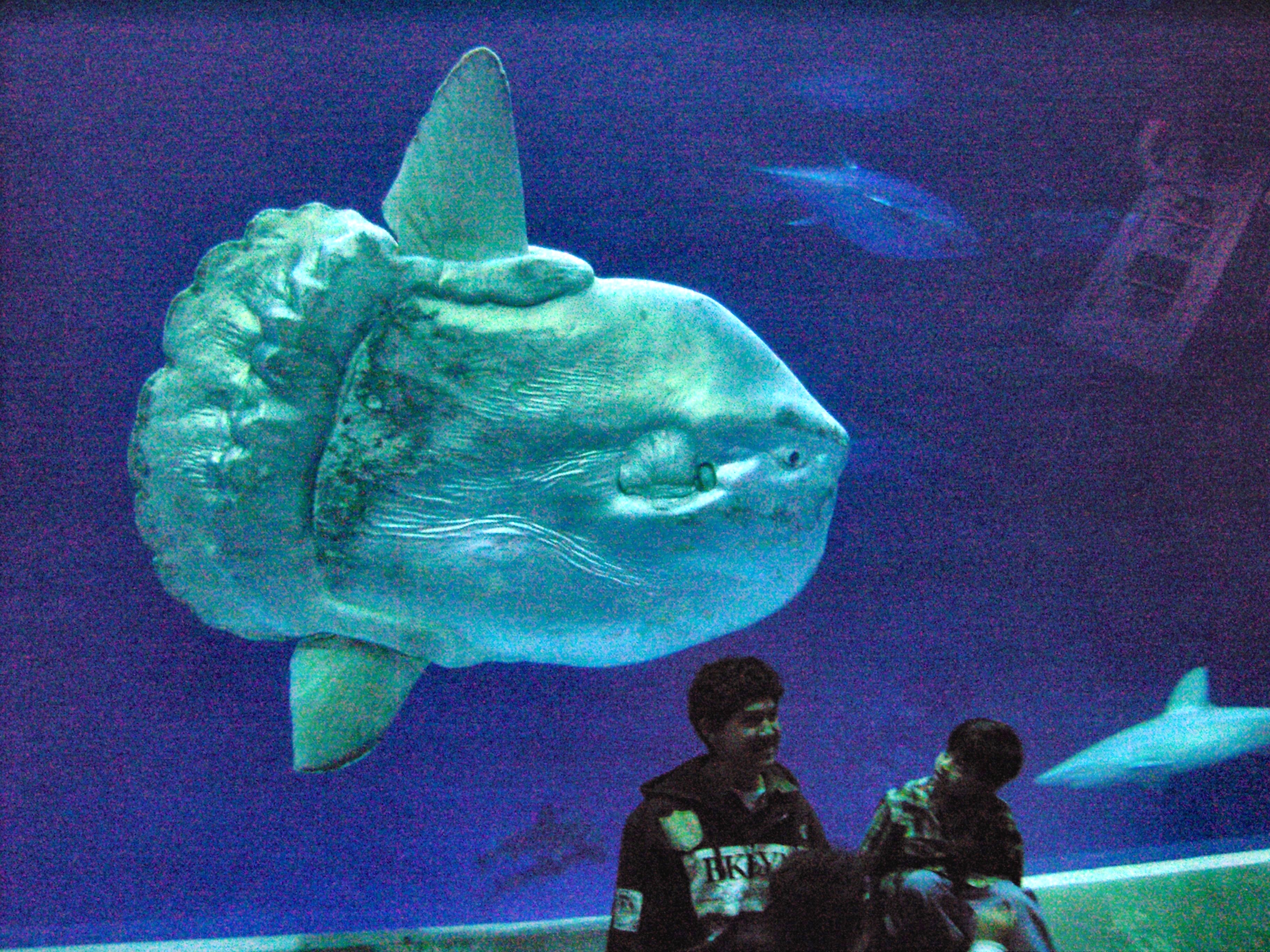
In het Monterey Bay Aquarium is goed te zien hoe het formaat van een maanvis zich verhoudt tot dat van een mens

De maanvis wordt door zijn unieke en veeleisende voorwaarden voor verzorging niet veel gehouden in aquaria. Sommige Aziatische aquaria tonen hem wel, met name in Japan. Het Kaiyukan Aquarium in Osaka, Japan, is een van de weinige aquaria met Mola, waarbij wordt gerapporteerd dat deze attractie net zo populair is als die van de grotere walvishaaien. Het Oceanarium van Lissabon in Portugal en het aquarium van het Noordzeemuseum in Hirtshals (Denemarken) zijn andere aquaria waar de maanvis wordt gehouden.